# Enfrentamientos en Virgen Ccasa y Mohenapampa de 2023
Los enfrentamientos en Virgen Ccasa y Mohenapampa fueron una serie de choques realizado el 26 de julio de 2023 entre el Militarizado Partido Comunista del Perú (MPCP) y las fuerzas públicas del Estado peruano en el distrito de Llochegua (Departamento de Ayacucho) como parte de la insurgencia narcoterrorista. El incidente dejó una civil menor de edad herida.

## Contexto
El ataque fue una respuesta a la captura del «Camarada Carlos», uno de los principales líderes del MPCP en el Vraem. Carlos tenía planificado realizar un asedio a gran escalada contra un puesto de la Policía Nacional del Perú en la parte selvática de la región Ayacucho.

## Desarrollo
La Dirección Nacional de Inteligencia con anterioridad notificó a las Fuerzas Armadas del Perú que en LLochegua terroristas y narcotraficantes estaban rondando.
El Comando Conjunto de las Fuerzas Armadas del Perú había ordenado instalar una patrulla militar en la zona entre los poblados de Virgen Ccasa y Mohenapampa, un helicóptero del Ejército del Perú se encontraba trasladando soldados al amanecer del 26 de julio. Al momento de que el helicóptero estaba en medio camino fue recibido por una oleada de disparos, siendo afectado el fusil de la nave. El piloto pudo hacer una maniobra de evasión y trasladar al helicóptero a Pichari para un aterrizaje de emergencia.
Los disparos atrajeron la atención de los soldados que estaban en tierra y respondieron al ataque en un intento de distracción. Los civiles de los poblados aledaños se vieron envueltos en los enfrentamientos, y por las balas perdidas una niña de 13 años fue herida en la pierna derecha mientras se refugiaba en su hogar.

## Víctimas
La civil herida fue transportada por el serenazgo municipal a la capital de distrito homónima y posteriormente al centro de salud de Pichari. Un Comité de Autodefensa blindó el traslado vía aérea de la menor.
El Comando Conjunto informó que la menor se encontraba estable, pero que se mantenía en las instalaciones médicas.

## Investigaciones posteriores
La Dirección Contra el Terrorismo (Dircote) informó que el ataque tenía una índole de venganza por la captura de Carlos. También expresó que el mismo Carlos y los que atacaron al helicóptero estuvieron implicados en las masacres de San Miguel del Ene (2021) y Natividad (2023).